# درن نزبیت
درن نزبیت (انگلیسی: Derren Nesbitt؛ زادهٔ ۱۹ ژوئن ۱۹۳۵) هنرپیشه اهل کشور بریتانیا است. وی از سال ۱۹۵۶ میلادی تاکنون مشغول فعالیت بوده‌است.

## قسمتی از فیلمشناسی
- فرصتی برای پیشرفت
- برک و هیر
- پلوتونیم-۲۳۹

## زندگی شخصی
وی تاکنون چهار بار ازدواج نموده و پنج فرزند دارد.